# Hasan Tahsin
Hasan Tahsin, nato come Osman Nevres (Salonicco, 1888 – Smirne, 15 maggio 1919), è stato un giornalista e patriota turco.
Membro del Servizio Segreto Ottomano (Teşkilat-ı Mahsusa), tentò senza successo di assassinare i fratelli Buxton: Noel Noel-Buxton, 1º Barone Noel-Buxton e Charles Roden Buxton in Romania durante la prima guerra mondiale.
Fu il primo ad aprire il fuoco sui soldati greci che sbarcavano il 15 maggio 1919 a Smirne: primo atto della cruenta Guerra greco-turca (1919-1922), che si estese su una larga porzione dell'Anatolia occidentale.
Il suo nome da allora è associato in Turchia agli aspetti più nobili del patriottismo.
Nel 1973 a Konak Meydani (Piazza Konak) di Smirne è stato inaugurato un monumento in sua memoria.